# Pro Evolution Soccer 2010
Pro Evolution Soccer 2010 (сокращенно PES 2010) является продолжением серии футбольных симуляторов Pro Evolution Soccer. Разработчиком и издателем PES 2010 является Konami, который выпустил игру на PlayStation 2, PlayStation 3 и PlayStation Portable; Xbox 360 и Microsoft Windows; Nintendo Wii и мобильных телефонах. В Японии игра вышла под названием Winning Eleven 2010.
PES 2010 был объявлен 8 апреля 2009. Релиз игры состоялся 22 октября 2009 года для PC, PS3 и Xbox 360, 5 ноября для PS2 и PSP, 19 ноября для Wii. Демоверсия игры для PC, PS3 и Xbox 360 была выпущена 17 сентября 2009 года.
Лионель Месси — лицо PES 2010. Вместе с ним на обложке игры Фернандо Торрес.

## Особенности
PES 2010 обладает рядом преимуществ относительно предыдущих игр серии:
- Улучшенная графика, анимация и движения, в том числе мимика футболистов, которые меняются в зависимости от ситуации. Были переработаны дриблинг и удары по воротам, а также индивидуальные навыки.
- Более реалистичный игровой процесс.
- Доработанный режим онлайн.
- Улучшенный искусственный интеллект благодаря технологии Teamvision 2.0. Изменения коснутся как игроков, так и арбитров.
- Усовершенствована атмосфера матча, разница между домашними и выездными матчами стала более ощутимой, болельщики реагируют на все события на поле.

### Комментаторы
Комментируют матчи на английском языке Джон Чампион и Марк Лоуренсон, как и в двух предыдущих играх серии.

## Отзывы
| Сводный рейтинг    | Сводный рейтинг                                                         |
| Агрегатор          | Оценка                                                                  |
| ------------------ | ----------------------------------------------------------------------- |
| GameRankings       | PS3: 76,81 % X360: 75,11 %                                              |
| Metacritic         | PS3: 78/100 X360: 78/100 PC: 78/100 PSP: 72/100 WII: 82/100 iOS: 75/100 |
| Иноязычные издания |                                                                         |
| Издание            | Оценка                                                                  |
| 1UP.com            | B−                                                                      |
| Eurogamer          | 7/10                                                                    |
| GameSpot           | 6,5/10                                                                  |
| IGN                | 8,7/10,0                                                                |
| VideoGamer         | 7/10                                                                    |
| PSM3               | 89/100                                                                  |

Игра получила положительные отзывы на всех платформах.